# Laqraqra
Laqraqra  (in arabo لقراقرة‎?) è un centro abitato e comune rurale del Marocco situato nella provincia di Settat, regione di Casablanca-Settat. Conta una popolazione di 11 419 abitanti (censimento 2014).